# تورلیا
تورلیا (به ایتالیایی: Torreglia) یک کومونه در ایتالیا است که در استان پادووا واقع شده‌است. تورلیا ۱۸٫۸ کیلومتر مربع مساحت و ۵٬۹۷۸ نفر جمعیت دارد و ۲۳ متر بالاتر از سطح دریا واقع شده‌است.

## نگارخانه

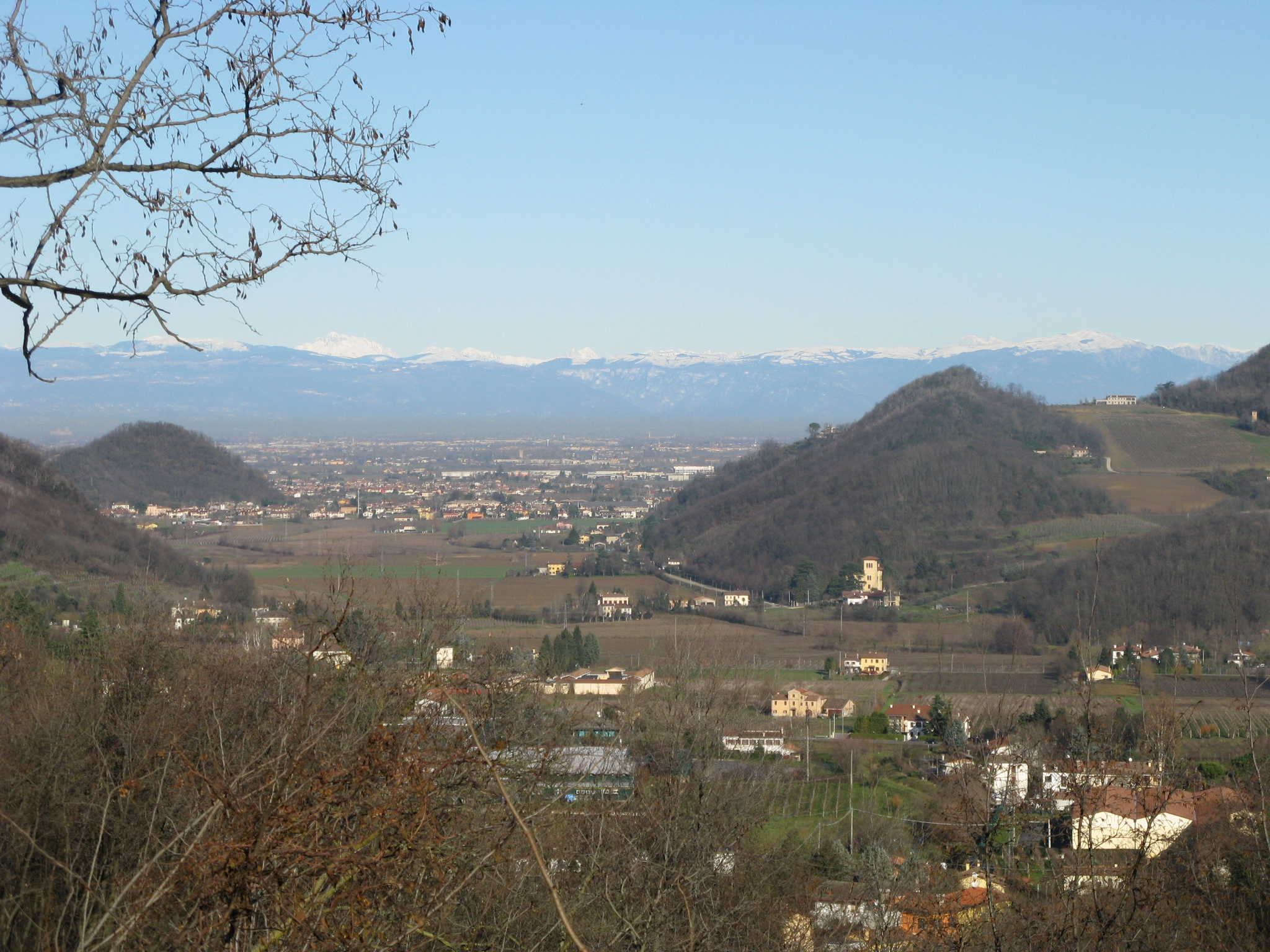
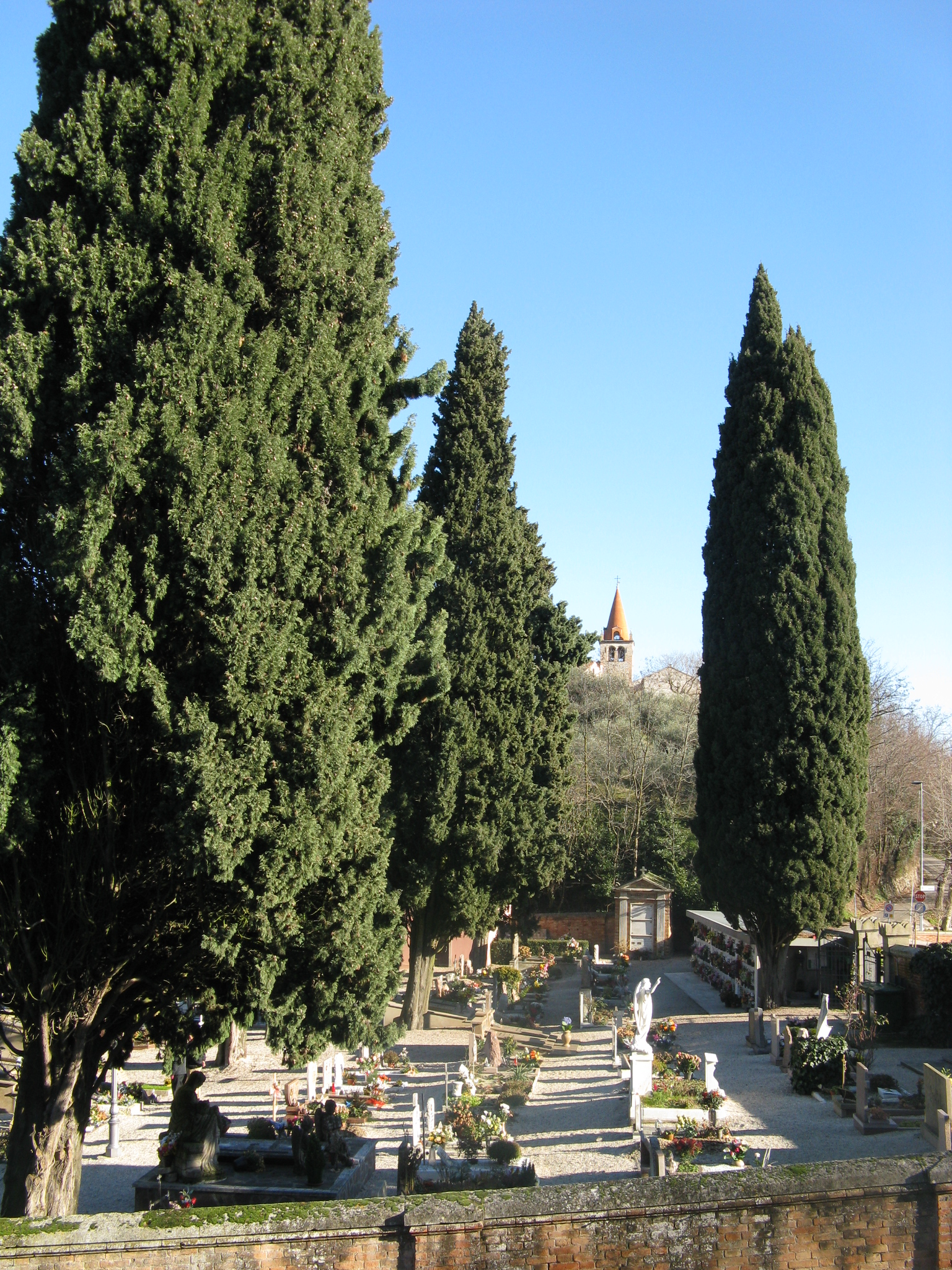
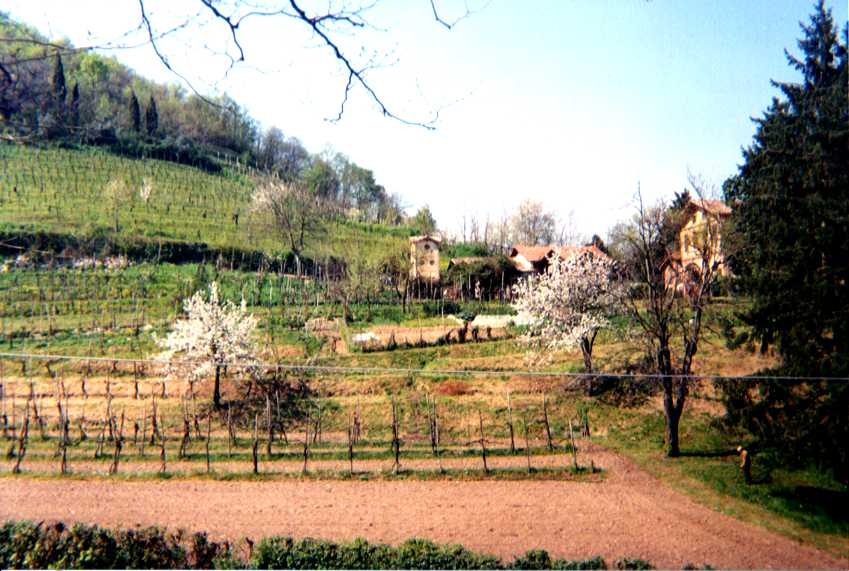
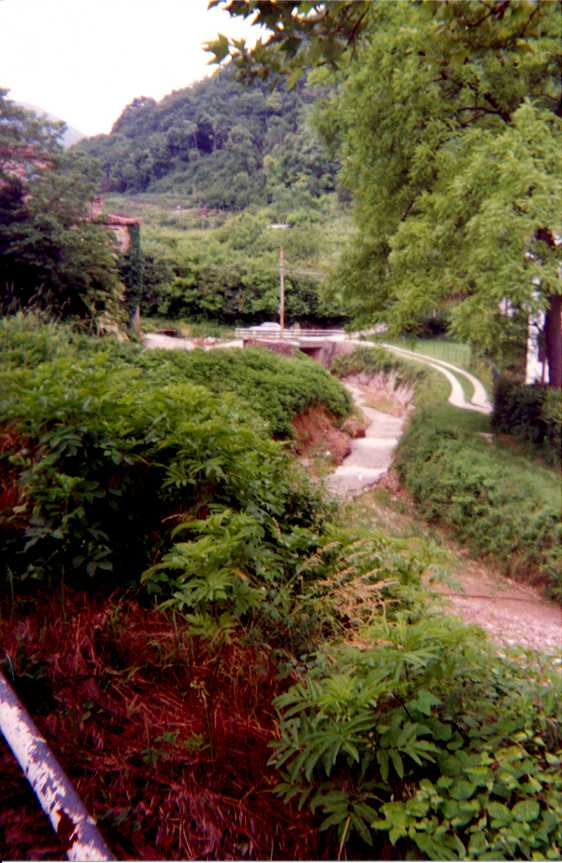
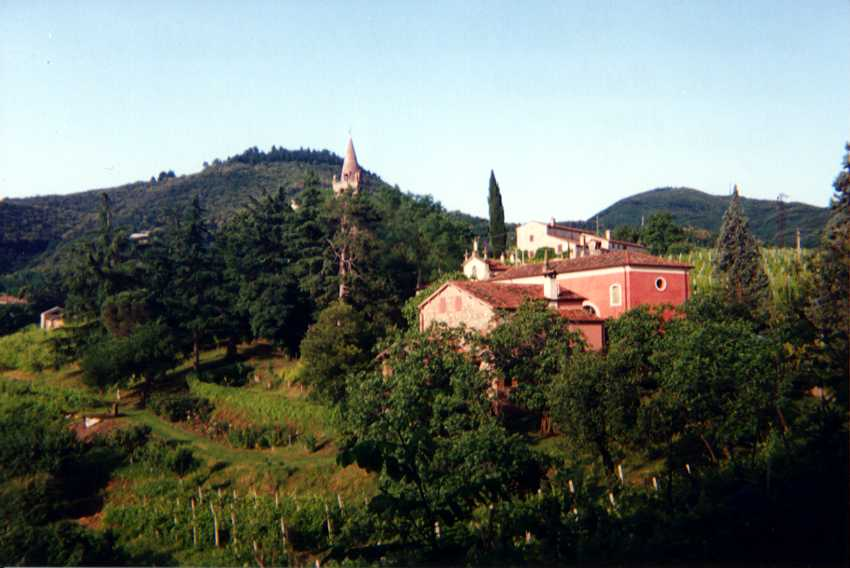
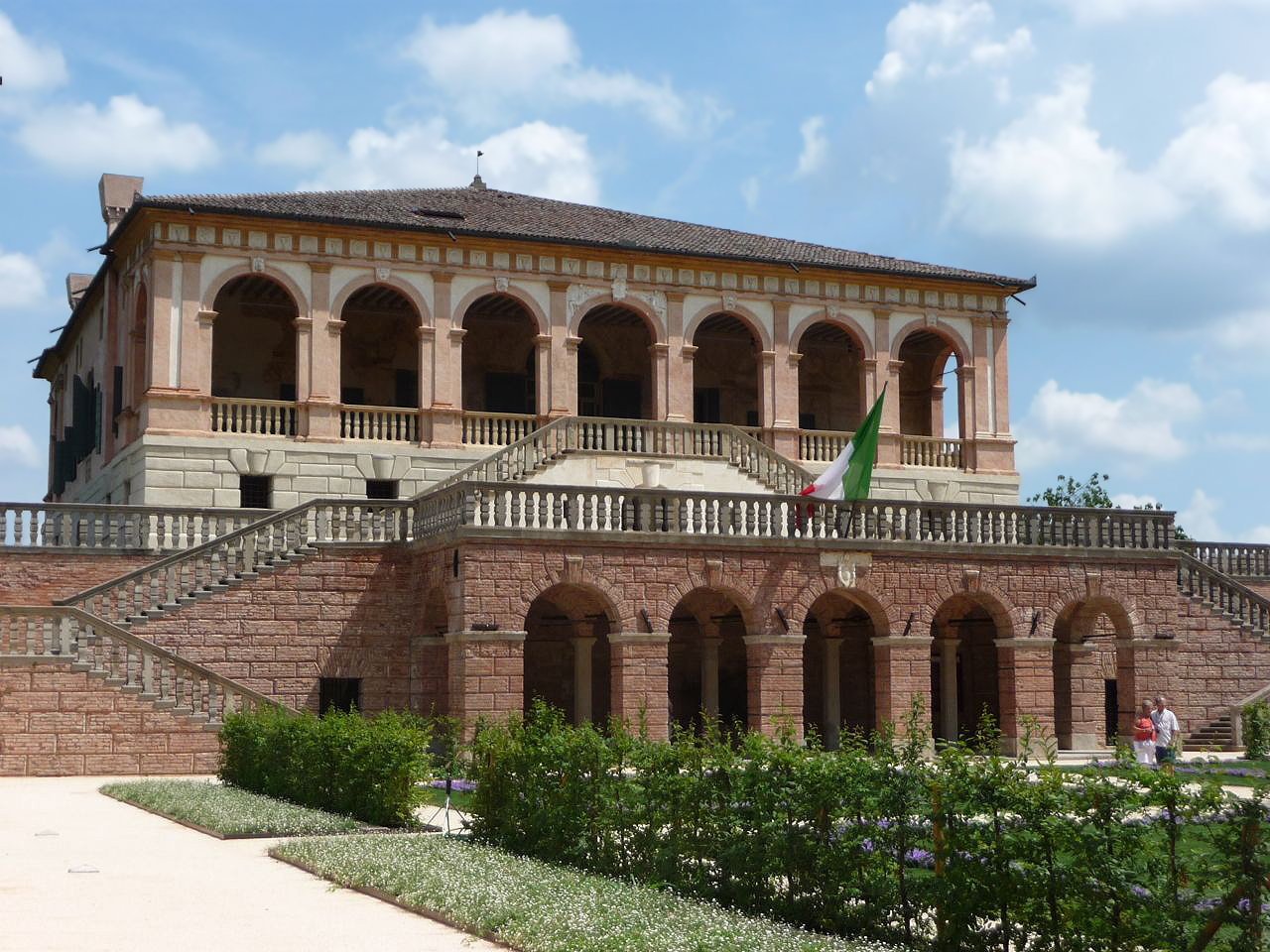
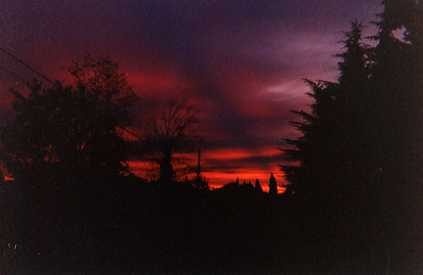